# João António das Neves
João António das Neves Júnior (Praia da Vitória, 3 de Março de 1846 — Angra do Heroísmo, 23 de abril de 1929) foi um advogado de provisão na Praia da Vitória e em Angra do Heroísmo, que se notabilizou como músico e compositor. Ligado ao Partido Regenerador, foi presidente da Câmara Municipal da Praia da Vitória (1878-1882 e 1883-1886). Foi pai de Gabriel Paula das Neves, também músico, e de João dos Reis Neves, cantor lírico.

## Biografia
Exerceu a profissão de advogado de provisão inicialmente na Praia da Vitória e depois em Angra do Heroísmo, cidade onde foi subdelegado do Procurador Régio e posteriormente do Procurador da República. Foi também vogal da Comissão Administrativa da Junta Geral do Distrito Autónomo de Angra do Heroísmo e provedor da Santa Casa da Misericórdia da Praia da Vitória (1888-1890).
Foi militante do Partido Regenerador, tendo sido presidente da Câmara Municipal da Praia da Vitória (1878-1882 e 1883-1886). Foi nos seus mandatos que foram inaugurados a praça do mercado e o jardim público que lhe fica fronteiro, onde nesse tempo foi instalado o monumento a José Silvestre Ribeiro. Depois de se mudar para Angra do Heroísmo também integrou a vereação municipal daquela cidade, no tempo em que o governo era presidido por João Franco.
Ligado à música, foi organista e mestre de capela da Matriz da Praia da Vitória. Foi um dos fundaores da Filarmónica Praiense, agrupamento de que foi regente. Deixou algumas composições da sua autoria, uma das quais, um Tantum Ergo, valeu-lhe em 1901 uma medalha na exposição em Ponta Delgada por ocasião da visita régia aos Açores.
Compôs vários tipos de música, com predomínio para a música sacra, mas também produziu composições para orquestra e para banda. Foi o autor do hino a José Silvestre Ribeiro, apresentado a público aquando da inauguração do monumento no Jardim Público da Praia, na altura em era presidente da edilidade praiense. Interessou-se também pelo teatro, dirigindo um grupo de amadores.
O seu nome é recordado na toponímia da cidade da Praia da Vitória.

## Obras publicadas
Entre muitas outras, é autor das seguintes obras:
- Libera Me, para ser cantado nas exéquias de D. Fr. Estêvão de Jesus Maria, bispo de Angra, em 1870;
- Te-Deum Laudamus a 4 vozes e instrumental, 1871;
- Tantum Ergo a solo e 4 vozes e instrumental, que foi premiado com medalha de ouro na exposição de Ponta Delgada, aquando da visita régia de 1901;
- Credo a 3 vozes e instrumental.

## Relações familiares
Casou com Amélia Paula das Neves de quem teve três filhos:
- Amélia Neves da Silva, casada com o coronel Valeriano José da Silva.
- Gabriel Paula das Neves, músico, casado com D. Paulina das Neves.
- João dos Reis Neves, cantor lírico, casou com a cantora lírica britânica Mayhew Marion Adhemar das Neves.